# Trhové Dušníky
Trhové Dušníky är en ort i Tjeckien.   Den ligger i regionen Mellersta Böhmen, i den centrala delen av landet, 50 km sydväst om huvudstaden Prag. Trhové Dušníky ligger 454 meter över havet och antalet invånare är 399.
Terrängen runt Trhové Dušníky är platt åt sydost, men åt nordväst är den kuperad. Runt Trhové Dušníky är det ganska tätbefolkat, med 86 invånare per kvadratkilometer. Närmaste större samhälle är Příbram, 2,7 km söder om Trhové Dušníky. Omgivningarna runt Trhové Dušníky är en mosaik av jordbruksmark och naturlig växtlighet.